# Karyés (Chios)
Karyés, en grec moderne : Καρυές, est un village de l'île de Chios, en Égée-Septentrionale, Grèce.
Selon le recensement de 2011, la population du village compte 618 habitants.